# Porte-éventail pâle
Onychorhynchus occidentalis
Ne doit pas être confondu avec Moucherolle royal ou Moucherolle à couronne orange.
Espèce
Synonymes
- Muscivora occidentalis

Statut de conservation UICN

 VU  : Vulnérable
Le Porte-éventail pâle (Onychorhynchus occidentalis), appelé également Moucherolle couronné ou Porte-éventail couronné, est une espèce de passereau de la famille des Tityridae. Ce taxon est considéré comme conspécifique avec le Porte-éventail roi (Onychorhynchus coronatus), le Porte-éventail de Swainson (Onychorhynchus swainsoni) et le Porte-éventail du Mexique (Onychorhynchus mexicanus) par certains auteurs. Il portait d'ailleurs auparavant le nom de Onychorhynchus coronatus occidentalis.

## Description
Cet oiseau mesure entre 16 et 16,5 cm. Il possède un grand bec et une huppe, qu'il laisse souvent à plat, donnant à sa tête une forme large de marteau. Cette huppe combine l'écarlate, le noir et le bleu ; le jaune remplace le rouge chez la femelle. Son dos est brun terne et son croupion et sa queue sont roux. Sa gorge est blanchâtre et son ventre orange ocré.

## Distribution
Il vit de l'Ouest de l'Équateur (de la province d'Esmeraldas à celle d'El Oro) à l'extrême Nord du Pérou (département de Tumbes),.

## Habitat
Cet oiseau vit en plaine, en dessous de 600 m, dans les sous-étages (ou juste sous la canopée) des forêts décidues et humides. Bien qu'il ait également été observé dans des ravins de forêts semi-décidues et dans des broussailles secondaires dégradées, il dépend principalement de forêts intactes humides pendant la période de reproduction. 

## Reproduction
Cette espèce suspend ses nids aux branches et aux plantes grimpantes au-dessus de cours d'eau ombragés. Ils sont observés entre janvier et avril, ce qui correspond probablement à la période de reproduction.

## Menaces pour l'espèce
Son statut de conservation est Vulnérable selon la liste rouge de l'UICN.
Au Pérou, son habitat est restreint à quelques patchs de forêt isolés. La densité de sa population semble naturellement basse mais il est probablement en voie d'extinction dans une grande partie de son territoire. Entre 1958 et 1988, le taux de déforestation en Équateur de l'Ouest, en-dessous de 900 m (ce qui correspond au territoire de l'espèce), a été de 57 % par décennie. La création de pâturages représente une menace sérieuse et la forêt non protégée pourrait bientôt totalement disparaître. La menace concerne également les zones protégées : les zones protégées du Bosque Protector Molleturo Mullopungo, du parc national Machalilla (Équateur) et de la réserve nationale de Tumbes (Pérou) sont menacées par l'exploitation forestière, la création de pâturages et la colonisation illégales. Des feux de forêts sont allumés pour l'agriculture et pour se débarrasser des tiques afin de protéger le bétail.

### Protection
Il existe six zones protégées dans lesquelles vit l'espèce : en Équateur le Centro Científico Río Palenque, la Estación Científica Pedro Franco Dávila (Jauneche), le parc national Machalilla, le Bosque Protector Cerro Blanco (Guayaquil) et la Reserva ecológica Manglares Churute, et au Pérou la réserve nationale de Tumbes. L'oiseau vit également probablement dans le Bosque Protector Molleturo Mullopungo. Les 776 m2 de la forêt partiellement protégée de Chongón-Colonche Protected Forest sont supposés préserver l'espèce, mais la reforestation de la zone est basée sur des espèces végétales comme Cedrela odorata et Prosopis juliflora qui ne sont pas natives de la région, ne permettant que difficilement de maintenir ou de développer la forêt indigène. La Pro-Forest Foundation a restauré approximativement 250 ha de l'habitat potentiel du Porte-éventail pâle dans le Bosque Protector Cerro Blanco, utilisant 35 espèces indigènes d'arbres et apportant un soutien permanent à un programme d'éducation de l'environnement  pour les 3 500 visiteurs annuels et les 2 500 élèves de la région. Des restes de forêt native ont été identifiés dans six propriétés privées et des discussions ont été entreprises avec leurs propriétaires pour protéger l'habitat privilégié de l'espèce,.